# لازاروس جايجر
لازاروس جايجر (بالألمانية: Lazarus Geiger)‏ هو فيلسوف ألماني، ولد في 21 مايو 1829 في فرانكفورت في ألمانيا، وتوفي بنفس المكان في 29 أغسطس 1870.